# Eerste Divisie 2015-2016
La Eerste Divisie 2015-2016 è stata la 60ª edizione della seconda serie del campionato olandese di calcio che, per ragioni di sponsorizzazione, ha preso il nome di Jupiler League. La stagione regolare è iniziata il 7 agosto 2015 e si è conclusa il 29 aprile 2016. Questa stagione è stata l'ultima in cui non vi saranno promozioni e retrocessioni obbligatorie tra la seconda divisione e il più alto livello amatoriale, la Topklasse. A partire dalla stagione 2016-2017 sarà introdotta una nuova divisione nazionale, la Tweede Divisie, come serie intermedia tra i primi due livelli professionistici e le attuali categorie amatoriali. Lo Sparta Rotterdam ha vinto il campionato ed è stato promosso in Eredivisie.

## Stagione

### Novità
Dalla Eredivisie 2014-2015 sono state retrocessi in Eerste Divisie il Dordrecht, ultimo classificato, Go Ahead Eagles e NAC Breda, perdenti i play-off promozione. Dalla Eerste Divisie 2014-2015 sono stati promossi il N.E.C., primo classificato, Roda JC e De Graafschap, vincitori dei play-off promozione. Lo Jong Twente non si è iscritto alla Eerste Divisie in quanto il Twente ha deciso di ritirare la squadra giovanile. Nessuna squadra ne ha preso il posto, pertanto il numero di squadre partecipanti al campionato è passato da 20 a 19.

### Formula
Le 19 squadre partecipanti si affrontano in un girone all'italiana con partite di andata e ritorno per un totale di 36 giornate.

Il campionato è diviso in quattro periodi: Periodo 1 dalla 1ª alla 9ª giornata, Periodo 2 dalla 10ª alla 18ª giornata, Periodo 3 dalla 19ª alla 27ª giornata, Periodo 4 dalla 28ª alla 36ª giornata.

La prima classificata viene promossa in Eredivisie.

Sono ammesse ai play-off promozione-retrocessione le squadre vincitrici i 4 periodi e le 4 squadre meglio classificate e non vincitrici di periodo. Ai play-off partecipano la 16ª e la 17ª classificata in Eredivisie. Le due squadre vincitrici i play-off sono ammesse in Eredivisie. Le squadre giovanili non possono essere promosse in Eredivisie.

## Classifica finale
|  | Pos. | Squadra            | Pt | G  | V  | N  | P  | GF | GS | DR  |
|  | ---- | ------------------ | -- | -- | -- | -- | -- | -- | -- | --- |
|  | 1.   | Sparta Rotterdam + | 79 | 36 | 24 | 7  | 5  | 83 | 40 | +43 |
|  | 2.   | VVV-Venlo          | 75 | 36 | 23 | 6  | 7  | 85 | 39 | +46 |
|  | 3.   | NAC Breda          | 67 | 36 | 20 | 7  | 9  | 84 | 42 | +42 |
|  | 4.   | Eindhoven +        | 63 | 36 | 19 | 6  | 11 | 55 | 44 | +11 |
|  | 5.   | Go Ahead Eagles    | 61 | 36 | 18 | 7  | 11 | 61 | 41 | +20 |
|  | 6.   | Volendam +         | 51 | 36 | 14 | 10 | 12 | 54 | 40 | +14 |
|  | 7.   | Emmen              | 51 | 36 | 15 | 6  | 15 | 58 | 57 | +1  |
|  | 8.   | Almere City +      | 50 | 36 | 14 | 8  | 14 | 68 | 66 | +2  |
|  | 9.   | Jong Ajax          | 50 | 36 | 14 | 10 | 12 | 59 | 57 | +2  |
|  | 10.  | MVV                | 50 | 36 | 14 | 8  | 14 | 52 | 60 | -8  |
|  | 11.  | Jong PSV           | 48 | 36 | 13 | 9  | 14 | 51 | 71 | -20 |
|  | 12.  | Telstar            | 44 | 36 | 12 | 8  | 16 | 57 | 64 | -7  |
|  | 13.  | Helmond Sport      | 42 | 36 | 11 | 9  | 16 | 52 | 59 | -7  |
|  | 14.  | Dordrecht          | 40 | 36 | 11 | 7  | 18 | 47 | 67 | -20 |
|  | 15.  | Achilles '29       | 39 | 36 | 10 | 9  | 17 | 43 | 61 | -18 |
|  | 16.  | Fortuna Sittard    | 39 | 36 | 11 | 6  | 19 | 41 | 74 | -33 |
|  | 17.  | Den Bosch          | 38 | 36 | 9  | 11 | 16 | 47 | 53 | -6  |
|  | 18.  | RKC Waalwijk       | 32 | 36 | 7  | 11 | 18 | 41 | 66 | -25 |
|  | 19.  | TOP Oss            | 29 | 36 | 7  | 8  | 21 | 43 | 80 | -37 |

Legenda:

      Ammesse in Eredivisie 2016-2017
 Qualificata ai play-off
+  vincitore di periodo
Note:

Tre punti a vittoria, uno a pareggio, zero a sconfitta.
La classifica viene stilata secondo i seguenti criteri:
- Punti conquistati
- Differenza reti generale
- Reti totali realizzate
- spareggio

## Statistiche

### Classifica marcatori
| Gol |  |  | Giocatore        | Squadra          |
| --- |  |  | ---------------- | ---------------- |
| 28  |  |  | Ralf Seuntjens   | VVV-Venlo        |
| 24  |  |  | Leon de Kogel    | Go Ahead Eagles  |
| 24  |  |  | Thomas Verhaar   | Sparta Rotterdam |
| 21  |  |  | Sjoerd Ars       | NAC Breda        |
| 21  |  |  | Rangelo Janga    | Dordrecht        |
| 19  |  |  | Tarik Tissoudali | Telstar          |
| 16  |  |  | Loris Brogno     | Sparta Rotterdam |
| 15  |  |  | Jinty Caenepeel  | Eindhoven        |
| 15  |  |  | Ricardo Kip      | Almere City      |
| 14  |  |  | Erixon Danso     | Emmen            |
| 14  |  |  | Sam Hendriks     | Jong Ajax        |
| 13  |  |  | Johnatan Opoku   | VVV-Venlo        |
| 13  |  |  | Mats Seuntjens   | NAC Breda        |
| 13  |  |  | Vito van Crooij  | VVV-Venlo        |